# Katia (film, 1959)
Pour les articles homonymes, voir Katia.
Pour plus de détails, voir Fiche technique et Distribution.
Katia est un film français réalisé par Robert Siodmak, sorti en 1959. Le film est une reprise de Katia, film de 1938 de Maurice Tourneur.

## Synopsis
Saint-Pétersbourg, 1865 : la Russie est gouvernée par le tsar Alexandre II, âgé alors de quarante-sept ans. Celui-ci est entré dans l’histoire comme le « tsar libérateur » car il a réussi à faire abolir le servage en 1861. En visitant l'Institut Smolny, Alexandre II rencontre Catherine Dolgorouki dite Katia, une princesse à l’allure rebelle âgée de dix-huit ans, et en tombe amoureux alors qu’il est marié à Maria Alexandrovna. Au palais d'Hiver, il l’invite au bal de la cour qu'il ouvre en dansant avec elle. Pour éviter les commérages, parce que leur amour n’est plus un secret, il envoie Katia en France pendant deux ans.
À l’Exposition universelle de Paris de 1867 où Napoléon III le reçoit, le tsar échappe de justesse à un attentat perpétré par Antoni Berezowski. À la suite de cette tentative de meurtre, dont Katia a été témoin, les deux amoureux promettent de ne plus jamais se séparer. Il ramène Katia à Saint-Pétersbourg, où elle vit d’abord comme dame de compagnie de la tsarine, puis aux côtés du tsar comme épouse morganatique. Le couple est uni par un amour profond mais n’en subit pas moins des attaques continuelles de l'organisation Narodnaïa Volia.
Le tsar travaille depuis longtemps déjà à une nouvelle constitution qui apporterait à ses sujets beaucoup plus de droits et de libertés, mais peu avant sa proclamation déjà prévue, le 13 mars 1881, il est victime d’un attentat auquel il ne survit pas.

## Fiche technique
- Titre : Katia ou Une jeune fille un seul amour
- Réalisation : Robert Siodmak
- Scénario : Charles Spaak, d'après le roman de la princesse Marthe Bibesco (alias Lucile Decaux)
- Dialogues :Georges Neveux
- Musique : Joseph Kosma
- Décors : Jean d'Eaubonne
- Costumes : Rosine Delamare et André Bakst (uniformes militaires)
- Photographie : Michel Kelber
- Son : Antoine Petitjean
- Montage : Louisette Hautecoeur et Henri Taverna
- Coordinateur des combats et des cascades : Claude Carliez et son équipe
- Production : Michel Safra
- Société de production : Speva Films
- Société de distribution : Cinédis
- Pays de production :  France
- Format : couleur — mono
- Genre : drame
- Durée : 97 minutes
- Dates de sortie : 
  - Allemagne de l'Ouest : 22 décembre 1959
  - France : 20 janvier 1960
- Affiche : André Bertrand (France)

## Distribution
- Romy Schneider : Katia
- Curd Jürgens : le tsar Alexandre II
- Pierre Blanchar : Koubaroff
- Antoine Balpêtré : Kilbatchich
- Françoise Brion : Sophie
- Monique Mélinand : Marie de Hesse et du Rhin
- Michel Bouquet : Jeliabov
- Bernard Dhéran : Stéphane Ryssakov
- Margo Lion : la surveillante de l'institut Smolny
- Hubert Noël : Michel Dolgorouki
- Yves Barsacq : Katourine
- Gabrielle Dorziat : la directrice de l'institut Smolny
- Jacqueline Marbaux : Mlle Trépeau
- Alain Saury : Soloviev
- Senta Berger et Hélène Lauterböck : les dames de la cour
- Liliane Chenevière, Danièle Dali, Françoise Deldick, Elisabeth Fanty et Sophie Poncin : les élèves
- Hans Czille : le tzarevitch
- Germaine Delbat : la gouvernante
- Egon von Jordan : l'aide de camp
- Robert Le Béal : le baron
- Paul Mercey : le serf
- Pierre-Jacques Moncorbier :   l'oncle de Ryssakov
- Martine Spira : la belle-sœur
- Hans Unterkircher : le général Paskievitch
- Marcel d'Orval
- Yves Gladine
- Monique Tarbès
- Irène Tunc

## Autour du film
- Le film a été tourné du 3 août au 7 octobre 1959, notamment à Paris, à Vienne ainsi qu'aux studios de Boulogne-Billancourt[réf. souhaitée]
- L'évasion des prisonniers a été tournée au château de Vincennes